# Wolfsputten (Nederland)
Wolfsputten is een buurtschap in de gemeente Laarbeek in de Nederlandse provincie Noord-Brabant. Het ligt 5 kilometer ten zuiden van het dorp Gemert, 2,7 kilometer ten oosten van het dorp Aarle-Rixtel, 4,2 kilometer ten westen van het dorp Bakel en 3,4 kilometer ten noorden van de stad Helmond. Het ligt eindelijk tussen de buurtschappen Grotel en Speurgt. Wolfsputtersbaan is ook een straatnaam in deze buurtschap.
In de middeleeuwen had daar de familie de Wolf bezittingen.
Hoofdplaats: Beek en Donk      Dorpen: Aarle-Rixtel · Lieshout · Mariahout

Buurtschappen: Achterbosch · Asdonk · Beemdkant · Bemmer · Broek · Broekkant · Deense Hoek · Donkersvoort · Ginderdoor · Groenewoud · Heereind · Hei · Heikant · 't Hof · Hool · Karstraat · Laar · Strijp

Noord-Brabant: Steden en dorpen      Nederland: Provincies · Gemeenten